# Autorretrato (Picasso, 1899)
Autoportrait (Auto-retrato em português) é uma pintura do espanhol Pablo Picasso, concebida por este no ano de 1899.
O carvão sobre tela, encontra-se, atualmente, no Museu Picasso, em Paris.